# سريان كامن

السريان الكامن هو السريان الموائع الخالي من الدوامية واللزوجة. ويتم حلها باستخدام معادلات لابلاس.